# Dieter Göhring

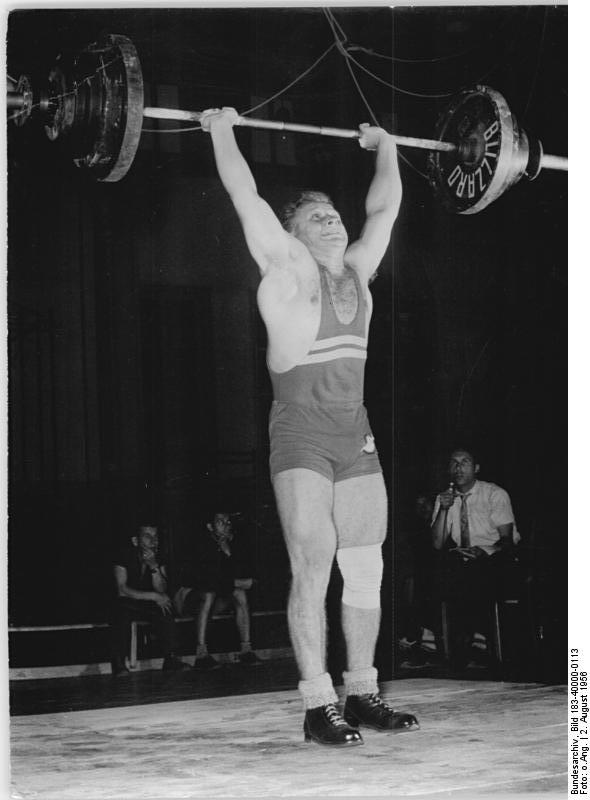
Dieter Göhring 1956

Dieter Göhring (* 1935) ist ein ehemaliger deutscher Gewichtheber.

## Werdegang
Dieter Göhring wuchs in Ohrdruf, Thüringen, auf und begann dort als Jugendlicher mit dem Gewichtheben. Bei den damals noch gesamtdeutsch ausgetragenen deutschen Jugendmeisterschaften 1953 belegte er in der Klasse bis 65 kg Körpergewicht mit 215 kg den siebten Platz. Dies war der Start in eine recht erfolgreiche Gewichtheberlaufbahn, die bis 1964 dauern sollte. 1954 wurde er bereits 2. Sieger bei den gesamtdeutschen Junioren-Meisterschaften im Mittelschwergewicht mit 280 kg im olympischen Dreikampf. Zur Armee eingezogen startete er für den ASK Vorwärts Leipzig. 1957 wurde er erstmals DDR-Meister im Mittelschwergewicht, dem noch fünf weitere DDR-Meistertitel folgen sollten. Im Jahre 1957 gelang ihm auch sein größter internationaler Erfolg, als er in Kattowitz Vize-Europameister wurde. Im gleichen Jahr startete er noch bei der Weltmeisterschaft in Teheran, bei der noch einmal eine gesamtdeutsche Gewichtheber-Mannschaft, die aus ihm und Roland Lortz  bestand, teilnahm. Er startete danach noch bei weiteren Welt- und Europameisterschaften mit respektablen Ergebnissen. Beim Versuch, sich für die gesamtdeutsche Mannschaft bei den Olympischen Spielen 1964 zu qualifizieren scheiterte er an Norbert Fehr aus Mutterstadt. Er hatte dabei nach dem Reißen einen so großen Rückstand auf Fehr, dass er beim Stoßen nach einem misslungenen ersten Versuch mit 167,5 kg an 177,5 kg gehen musste, die er zweimal nicht schaffte.

## Internationale Erfolge
(WM = Weltmeisterschaft, EM = Europameisterschaft, Ls = Leichtschwergewicht, Ms = Mittelschwergewicht)
- 1957, 2. Platz, EM in Kattowitz, Ms, mit 390 (117.5, 120.0, 152.5) kg, hinter Czesław Białas, Polen, 420 (135.0, 120.0, 15.0) kg; vor Zdenek Srstka, CSSR, 382,5 (120.0, 110.0, 152.5) kg; und Buronyi, Ungarn 372.5 (120.0, 117.5, 135.0)

- 1957, 6. Platz, WM in Teheran, Ls, mit 385 kg;
- 1958, 2. Platz, Militär-Spartakiade in Leipzig, Ms, mit 392,5 kg;
- 1958, 11. Platz (8. Platz), WM + EM in Stockholm, Ms, mit 387,5 kg, Sieger: Arkadi Worobjow, UdSSR, 465 kg;
- 1959, 9. Platz (7. Platz), WM + EM in Warschau, Ls, mit 375 kg;
- 1961, 8. Platz (5. Platz), WM + EM in Wien, Ms, mit 415 kg;
- 1962, 6. Platz (4. Platz), WM + EM in Budapest, Ms, mit 425 kg;
- 1963, 9. Platz (8. Platz) WM + EM in Stockholm, Ms, mit 430 kg;

## DDR-Meisterschaften
- 1957, 1. Platz, Ms, mit 385 kg;
- 1958, 1. Platz, Ls, mit 380 kg, vor Wolfgang Müller, Leipzig;
- 1959, 1. Platz, Ls, mit 370 kg, vor Rolf Sennewald, Leipzig, 360 kg;
- 1961, 1. Platz, Ms; vor Dieter Czech, Leipzig;
- 1962, 1. Platz, Ms, mit 412,5 kg, vor Czech, 390 kg;
- 1963, 1. Platz, Ms, mit 417,5 kg, vor Jähner, Meißen, 400 kg

## Deutsche Rekorde
(alle im Mittelschwergewicht aufgestellt)
im Reißen:
- 132,5 kg, 1962

im Stoßen:
- 167,5 kg, 1961

im olympischen Dreikampf:
- 417,5 kg, 1961,
- 430 kg, 1963